# Everyone
『Everyone』（エヴリワン）は1995年2月22日に発売された、山根康広5枚目のシングル。発売元は日本クラウン。

## 概要
「あの時のように/永遠の約束」以来1年ぶりとなる新曲シングル。3rdアルバム『Born in 66』からの先行シングルの1枚。オリコンチャートに9週ランクインした。C/W「ALWAYS-いつまでも変わらない-」の続編が翌1996年に「ALWAYS II」として発表された。

## 収録曲
全曲共通　作詞・作曲・編曲：山根康広　
1. Everyone
2. テレビ朝日系「目撃!ドキュン」エンディング・テーマ
3. ALWAYS-いつまでも変わらない-
4. Everyone（オリジナル・カラオケ）
5. ALWAYS-いつまでも変わらない-（オリジナル・カラオケ）